# Puccinia hordei

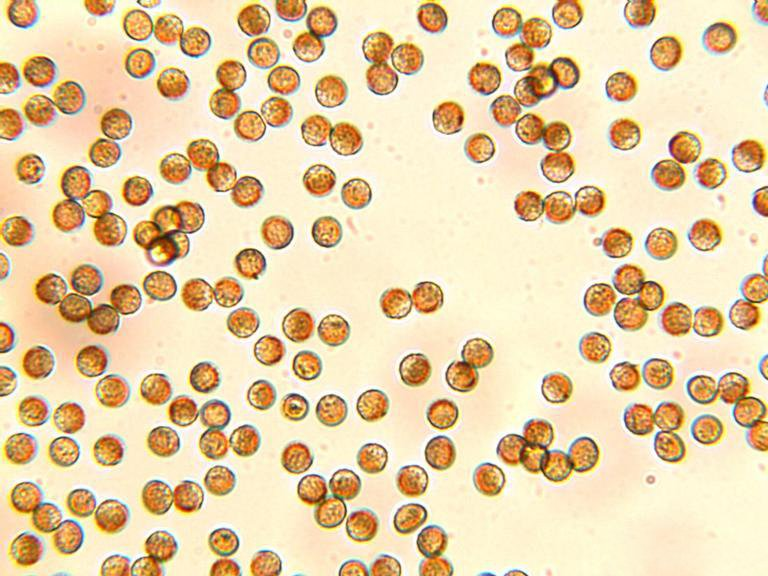
Urediniospory

Puccinia hordei G.H. Otth – gatunek grzybów z rodziny rdzowatych (Pucciniaceae). U jęczmienia wywołuje chorobę zwaną rdzą jęczmienia. Puccinia hordei jest szeroko rozprzestrzeniona we wszystkich rejonach uprawy jęczmienia na świecie.

## Systematyka i nazewnictwo
Pozycja w klasyfikacji według Index Fungorum: Puccinia, Pucciniaceae, Pucciniales, Incertae sedis, Pucciniomycetes, Pucciniomycotina, Basidiomycota, Fungi.
Ma 26 synonimów:

## Rozwój
Puccinia hordei jest pasożytem dwudomowym, znaczy to, że jej rozwój odbywa się na dwóch różnych żywicielach. Jest też pasożytem obligatoryjnym, czyli może rozwijać się tylko na żywych organizmach i rdzą pełnocyklową – wytwarza wszystkie typowe dla rdzy rodzaje zarodników.
Żywicielami ecjalnymi są różne gatunki z rodzaju śniedek (Ornithogalum), Leopoldia i Dipcadi. Powstają na nich spermogonia wytwarzające spermacja i ecja wytwarzające ecjospory. Rozsiewane przez wiatr ecjospory dokonują na jęczmieniu infekcji pierwotnej. Przy sprzyjającej pogodzie już po 8 dniach na liściach jęczmienia z ecjospor rozwijają się strzępki tworzące uredinia z urediniosporami, które rozsiewane przez wiatr dokonują infekcji wtórnej rozprzestrzeniając chorobę. Nieco później powstają telia wytwarzające teliospory będące przetrwalnikami. Z teliospor powstaje przedgrzybnia wytwarzająca bazydiospory infekujące żywiciela ecjalnego.
W Polsce i w Europie Środkowej bardzo rzadko jednak występuje taki pełny cykl rozwojowy, zazwyczaj cały rozwój patogena odbywa się tylko na jęczmieniu.

## Morfologia
Spermacja i ecja wytwarzane są na blaszce liściowej żywiciela ecjalnego. Ecjospory mają rozmiar 25–29,5 × 21–24,5 μm i ścianę o grubości 1 μm pokrytą dwoma rodzajami brodawek; o wysokości 0,5–0,8 μm lub 0,2–0,4 μm, gęsto stłoczonymi, lub rozmieszczonymi w odległościach 0,4–0,8 μm. Małe brodawki zwykle tworzą niewielkie grupy.
Uredinia mają wielkość do 0,3 mm, są nagie, jasnobrązowo-żółtawe. Eliptyczne lub odwrotnie jajowate urediniospory mają rozmiar 23–30 (–33) × 18–25 μm. Ściana o grubości 1,0–1,7 (–2,0) μm, jej warstwa zewnętrzna jest blada żółta, cienka warstwa wewnętrzna jest żółto-brązowa. Pokryta jest kolcami o rozmiarach (0,3–) 0,5–0,8 (–1,0) μm. Między kolcami znajduje się (6) 7–11 (–13) zazwyczaj odrębnych porów rostkowych.
Telia powstają tylko na dolnej stronie blaszki liściowej jęczmienia, są czarne i nieco większe od urediniów. Wstawki o barwie od pomarańczowo-brązowej do kasztanowatej i długości 60-70 (-80) μm. Teliospory dwukomórkowe o kształcie maczugowatym i nieregularnym, o szczycie nieco spłaszczonym, zaokrąglonym lub zaostrzonym i barwie żółtobrunatnej. Mają cienkościenne boki i zgrubiałe szczyty. Oprócz typowych teliospor powstają w teliach także jednokomórkowe mezospory o kształcie eliptycznym, maczugowatym lub odwrotnie jajowatym.